# Йордан (епископ)

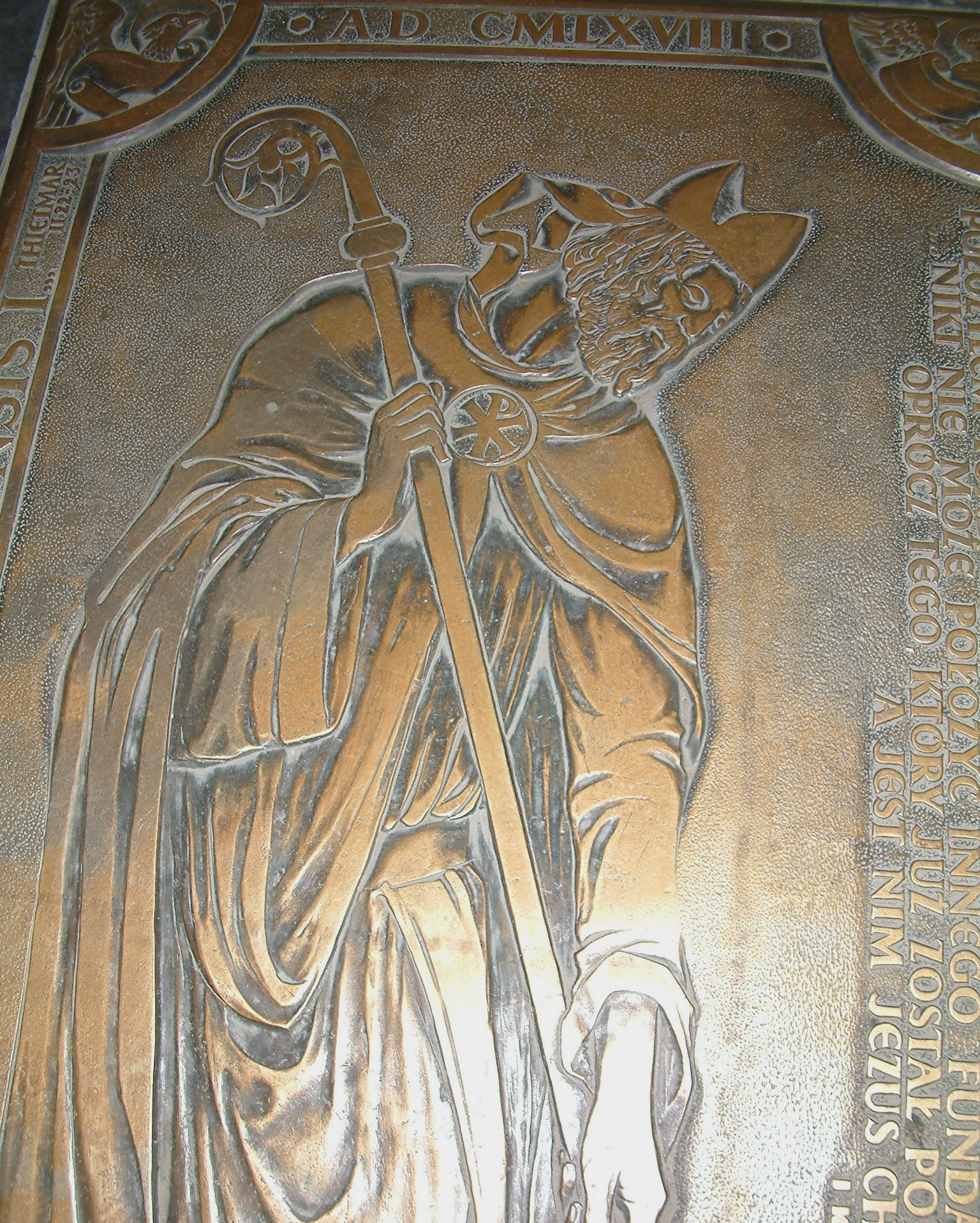
Эпитафия епископу Йордану в кафедральном соборе архиепархии Познани

Йо́рдан (Иорда́н) (пол. Jordan; ? — 982 или 984) — римско-католический деятель, первый епископ Польши.

## Биография
Происхождение и история жизни Йордана до прибытия в Польшу — неизвестны. По мнению историков имя Йордан, указывает на его романское происхождение (предположительно Италия, Лотарингия или Франция, возможно — Германия). По мнению Яна Длугоша, автора «Истории Польши» в 12 томах (XV век), Йордан был римлянином из рода Орсини, но подтверждений этому не привёл.
Большинство фактов показывает, что Йордан был епископом-миссионером, непосредственно подчинявшимся Папе римскому. Вероятно, он прибыл в Польшу из Италии или Рейнской области в 966 году, сопровождая Дубравку, родом из чешских Пржемысловичей, вышедшую замуж за первого князя Польши Мешко I, который под её влиянием принял христианство в 966 году, вместе со многими знатными лицами государства.
Был назначен епископом Польши Папой Иоанном XIII в 968 году и исполнял свои духовные обязанности до смерти в 80-х годах X века. Информация о том, что он был епископ Познанским базируется на «Хрониках» Титмара Мерзебургского.
После смерти Йордана до 992 года престол епископа Польши был вакантным, или возможно был занят епископом, имя которого неизвестно (первая версия является более вероятной). Его преемником стал Унгер (с 992 года).
Похоронен в Кафедральном соборе Святых Петра и Павла в Познани.
Сегодня мост, соединяющий остров Тумский, на котором расположен Кафедральный собор и город Познань, назван в честь епископа Йордана.